# صاحب (عنوان)
صاحِب یک عنوان از زبان عربی است که در معنای «هم‌نشین» یا «همراه و همدم» یا «پهلو نشین» در شبه‌قاره هند و سایر کشورهای اطراف به‌کار می‌رود، هرچند معنی لغوی آن در زبان مبدأ (عربی)، «مالک» است. از نظر تاریخی، برای خلیفه اول از خلفای راشدین یعنی ابوبکر، در قرآن استفاده شده‌است. این عنوان هنوز توسط مسلمانان سنی بر این خلیفه اطلاق می‌شود.
به‌عنوان یک وام‌واژه، «صاحب» به چندین زبان از جمله فارسی، کردی، ترکی، قزاقی، ازبکی، ترکمنی، تاجیکی، تاتاری کریمه، اردو، هندی، پنجابی، پشتو، بنگالی، گجراتی، مراتی، روهینگیا و سومالیایی رسیده‌است. در دوران قرون وسطی، از «صاحب» به‌عنوان یک شیوه خطاب رسمی استفاده می‌شد، یا به‌صورت یک عنوان رسمی یا یک عنوان افتخاری. اکنون، در آسیای جنوبی و مرکزی، تقریباً به‌طور انحصاری برای احترام به فردی بالاتر یا پایین‌تر در طبقه اجتماعی استفاده می‌شود. برای مثال، در جنوب آسیا، رانندگان معمولاً به عنوان صاحب خطاب می‌شوند یعنی «هم‌نشین» یا «همراه و همدم» یا «پهلو نشین». استفاده از «صاحب» به‌عنوان یک لقب افتخاری تا حد زیادی با سِر جایگزین شده‌است.
جیم دیویس این اصطلاح را در یک کمیک استریپ در سال ۱۹۸۳ استفاده کرده‌است.